# NGC 7006
NGC 7006 је збијено звездано јато у сазвежђу Делфин које се налази на NGC листи објеката дубоког неба.
Деклинација објекта је + 16° 11' 17" а ректасцензија 21h 1m 29,5s. Привидна величина (магнитуда) објекта NGC 7006 износи 10,6. NGC 7006 је још познат и под ознакама GCL 119.